# Mekarjaya (Cihampelas)
Mekarjaya is een bestuurslaag in het regentschap Bandung Barat van de provincie West-Java, Indonesië. Mekarjaya telt 10.919 inwoners (volkstelling 2010).